# 右旗四
天鷹座ν，中名右旗四,又名BD+00 4206，HD 182835、SAO 124628、HR 7387，是天鷹座的一颗恒星，视星等为4.66，位于銀經37.26，銀緯-7.64，其B1900.0坐标为赤經19h 21m 24.2s，赤緯+0° -7.64′ 21″。